# Energetica (natuurwetenschap)
Energetica is de naam voor verschillende theorieën binnen diverse gebieden van wetenschap en (alternatieve) geneeskunde, die gemeenschappelijk hebben dat ze natuurverschijnselen en levensvormen beschrijven in termen van energie en energietransformaties.

## Algemeen
Energetica is gedefinieerd als:
1. energieleer; en
2. filosofische leer van de energie als het wezen van alle verschijnselen.

Als energieleer treedt energetica op in enkele wetenschappelijke disciplines, zoals de ecologie.
Als filosofische leer, ook wel "energetisme" genoemd, heeft de energetica met wisselend succes als inspiratiebron gediend voor verschillende theorieën die ofwel gesneuveld zijn, ofwel deel zijn gaan uitmaken van de energieleer binnen een afzonderlijk natuur- of menswetenschappelijk domein, ofwel tot de alternatieve geneeskunde of de voedingsleer zijn gaan behoren.

## Geschiedenis van de energetica als mogelijke universele theorie
Met de opkomst van thermodynamica in de tweede helft van de negentiende eeuw kregen verschillende energetische theorieën in de natuurkunde aanvankelijk enige populariteit, maar deze zijn begin twintigste eeuw alweer achterhaald. Een eerste uiteenzetting over energetica schreef William John Macquorn Rankine in 1855 in het essay Outlines of the Science of Energetics. Rankine probeerde hierin alle in zijn tijd bekende fysische fenomenen te beschrijven aan de hand van algemene wetmatigheden waarin het begrip energie een centrale rol speelt. De verzameling algemene wetmatigheden noemde hij de "wetenschap van energetica". Dit werk was een uitvloeisel van Rankines onderzoek op het gebied van thermodynamica. Rankine ging echter zover, dat hij de energetica als overkoepelende theorie voor de natuurwetenschap wilde introduceren.
In het verdere verloop van de 19e eeuw zijn door Ernst Mach en Wilhelm Ostwald pogingen gedaan de energetica als universele natuurkundige theorie uit te werken. In de lijn van Rankine geloofde Ostwald dat "de natuurkunde volledig samengevat kon worden in energiewetten". Met de grote maatschappelijke fascinatie voor nieuwe energiebronnen, werd de energetica in die tijd zelfs gepresenteerd als een monistische, allesomvattende ‘Weltanschauung’: een manier van leven en vervangende religie. 
De Zwitserse arts en voedingsdeskundige Maximilian Bircher-Benner combineerde principes uit de energetica met de eerste en tweede hoofdwet van de thermodynamica om zo zijn eigen ideeën omtrent entelechie te onderbouwen. Zo stelde hij onder meer dat de chemische energie in voedsel rechtstreeks afkomstig zou zijn van de zon.
In de natuurkunde bleek echter, dat de energetica onverenigbaar was met een nieuw atoommodel, dat door de kinetische gastheorie van Ludwig Boltzmann werd voorgesteld. De energetica in de natuurkunde is toen bestreden, en uiteindelijk begin twintigste eeuw verworpen. De thermodynamica is toen ontdaan van haar energetische beginselen en hiervoor in de plaats kwam een nieuwe discipline, de zogenaamde statistische thermodynamica.
Er zijn achteraf nog wel pogingen gedaan om de energetica met de theorie van Boltzmann te verenigen. Zo deed bijvoorbeeld de Amerikaanse wetenschapper Alfred Lotka een poging door zijn eigen evolutiewet op te stellen, waarin hij de reeds bekende wet van natuurlijke selectie binnen het kader van de energetica herformuleerde. Hij stelde hierbij elke vorm van evolutie gelijk aan een verandering in de materieverdeling binnen een systeem, iets dat op zijn beurt noodzakelijkerwijs een energietransformatie inhield. In 1911 schreef Lotka hierover een artikel in Ostwalds wetenschappelijke tijdschrift Annalen der Naturphilosophie. Maar dit mocht niet baten.
In de loop van de twintigste eeuw werd de naam energetica opnieuw gebruikt, ditmaal voor enkele energetische theorieën in de psychologie, biochemie en ecologie. Men is hierbij ook blijven speculeren over de algemene beginselen.